# ألكسندروس الثاني (بابا الإسكندرية)
ألكسندروس الثاني، بابا الإسكندرية وبطريرك الكرازة المرقسية للأقباط الأرثوذكس رقم 43. أصله من قرية بنا أبو صير التابعة لمركز المحلة الكبرى، وأقام بطريركاً 25 سنة و9 أشهر و7 أيام، في الفترة من 25 أبريل عام 704 حتى 1 فبراير عام 729 م، وتوفي. وخلا الكرسي بعده شهراً واحداً و23 يوماً.